# Turnul de parașutism din București

Turnul de parașutism

Turnul de parașutism (86 m înălțime) este un turn destinat inițierii și antrenamentului în parașutism ce a fost construit spre finele anilor 1950. Este unul dintre reperele principale ale orizontului Bucureștiului estic. După revoluția din 1989, turnul a trecut sub patronajul ministerului transporturilor, fiind administrat de către Aeroclubul României.

## Vezi și
- Turnul de parașutism din Suceava
- Turnul de parașutism din Iași